# Parco nazionale Los Katíos
Il Parco nazionale Los Katíos  (spagnolo:Parque Nacional Natural (PNN) Los Katíos) è un'area protetta che si trova nella Colombia nord-occidentale e si estende su di una superficie di 720 chilometri quadrati. Il parco possiede un'amplissima biodiversità, sia per quanto riguarda la flora che la fauna, e incorpora gran parte della foresta che si trova al confine fra la Colombia e Panama. Qui si trovano molte specie in pericolo d'estinzione e anche alcune endemiche della Colombia.
Nel 1994 il parco nazionale Los Katíos è stato inserito nell'elenco dei Patrimoni dell'umanità dell'UNESCO e dal 2009 sino al 2015 tra quelli in pericolo. L'iscrizione tra i beni in pericolo è stata richiesta dalla Colombia, per facilitare gli interventi governativi contro la deforestazione illegale.
La topografia del Parco Nazionale Los Katios è varia, con basse colline, foreste e pianure umide che ne costituiscono l'area totale. Fa parte del Darién Gap, un'area densamente boscosa condivisa da Panama e Colombia, ed è contiguo al Darién National Park a Panama. Le due parti più grandi del parco sono le montagne della Serranía del Darién, che si trovano a ovest, e le pianure alluvionali del fiume Atrato a est. Le pianure alluvionali contengono un suolo eccezionalmente fertile e sono costituite da pianure alluvionali di due tipi. Uno è costituito da terrazze basse che si allagano spesso e l'altro ha terrazze alte che si allagano raramente. 
Ci sono anche basse colline fino a 250 metri di altitudine e altre che sono alte 600 metri. Le paludi si estendono per quasi la metà dell'area totale del parco. Le zone umide della pianura alluvionale di Atrato sono uniche. Il Cativo, una delle specie autoctone, può raggiungere un'altezza di 50 metri. Dà il nome a una formazione chiamata "catival" e non si trova in nessuna parte del mondo tranne che in Colombia, nel sud dell'America centrale e in Giamaica.

## Storia

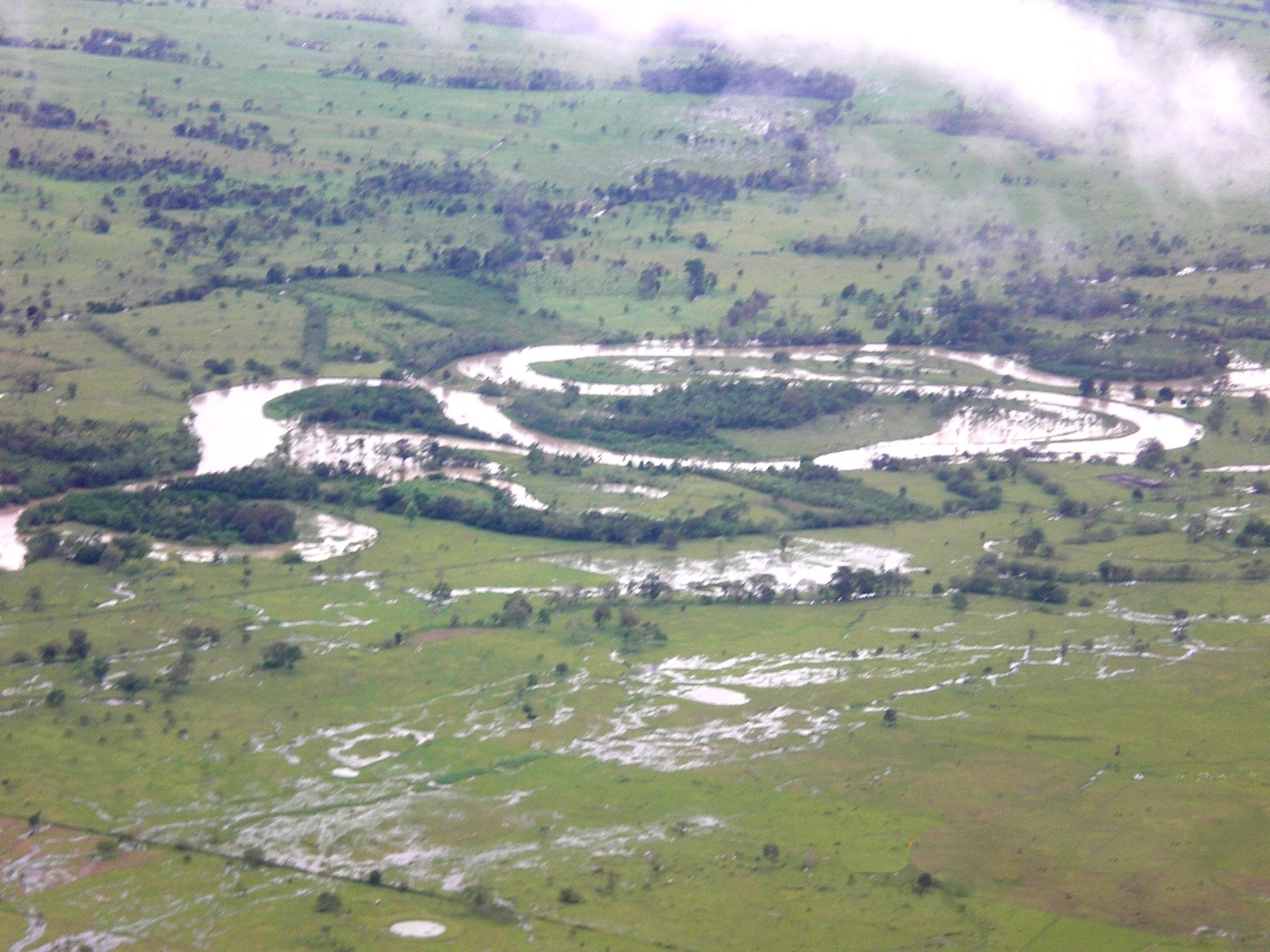
Il fiume Atrato

La regione era originariamente abitata dai Guna, un gruppo indigeno che, dopo lotte interne, dovette cedere la regione di Choc ai Katío-Embera ed emigrò a Panama. La regione del Darién, a cui appartiene Los Katíos, è stata storicamente importante per i primi coloni che hanno utilizzato il ponte di terra dal Nord al Sud America circa 20.000 anni fa. Nel periodo postcolombiano, i conquistadores spagnoli Rodrigo de Bastidas, Alonso de Ojeda e Vasco Núñez de Balboa furono i primi a scoprire questa regione nel 1501.
In tempi più recenti, circa l'uno per cento del parco nell'area di Sautatá era sviluppato dall'agricoltura e utilizzato principalmente per la coltivazione della canna da zucchero. Dopo l'istituzione del parco nel 1974, nei successivi sette anni le circa 150 famiglie locali furono trasferite nelle vicine città di Unguía, Puente América, Tumaradó e Cacarica.
Il parco è stato inserito nella lista del patrimonio mondiale in pericolo nel 2009 su richiesta del governo colombiano per gestire le minacce alla sua protezione, in particolare la deforestazione, gli insediamenti non autorizzati, la pesca illegale e la caccia. Nel 2015, il parco è stato rimosso dalla lista del patrimonio mondiale in pericolo a causa di significativi miglioramenti nella gestione del parco e delle misure adottate dalle autorità nazionali.

## Ecosistema

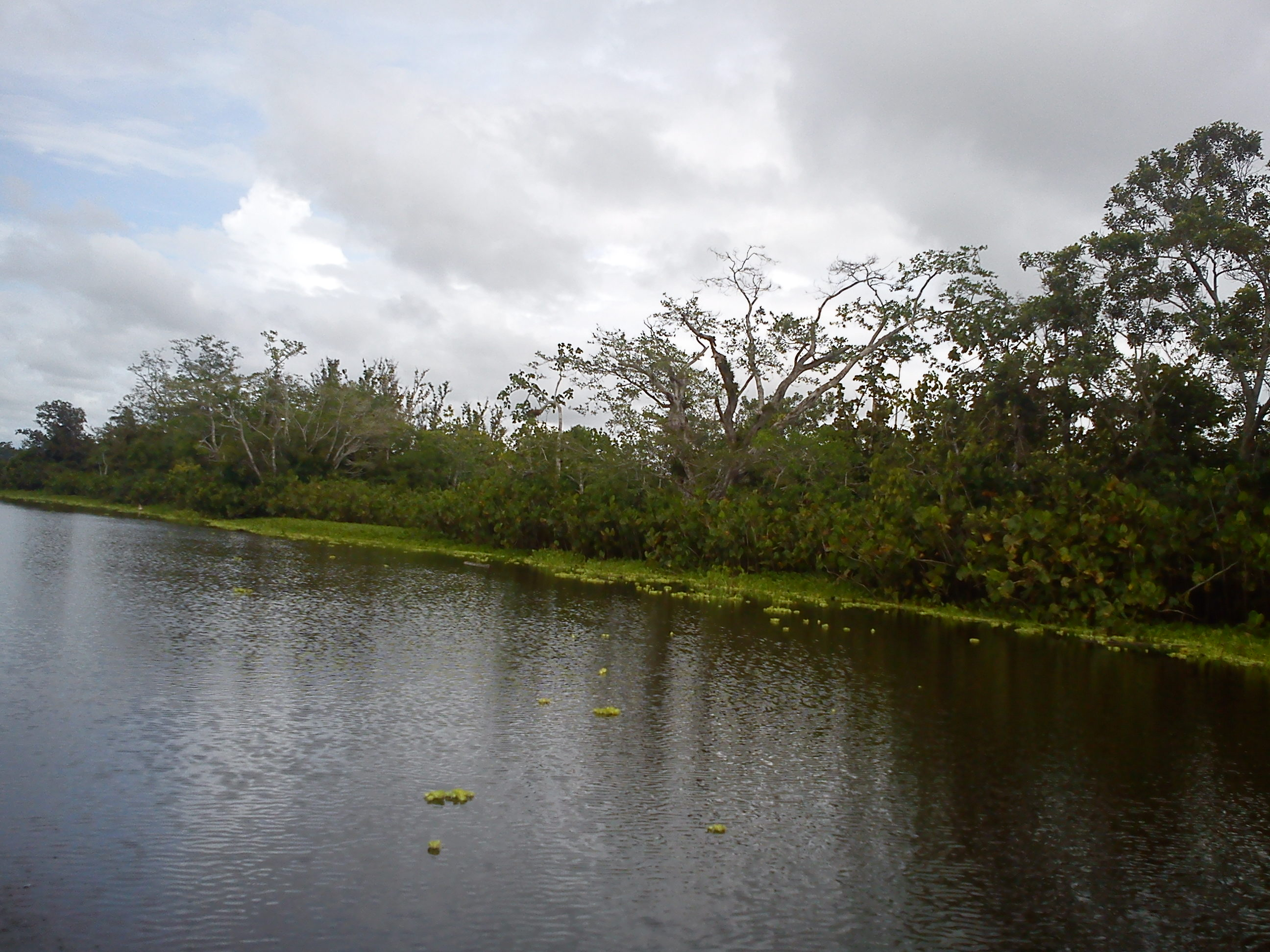
Entrando per il Cacarica: panorama

Secondo il sistema di classificazione di Holdridge, il Parco Naturale Nazionale Los Katíos si trova nella zona di vita della foresta pluviale tropicale (bh-T), caratterizzata da temperature comprese tra 24 e 25 °C e precipitazioni comprese tra 1900 e 3100 mm all'anno. È incorniciato nel grande bioma della foresta pluviale tropicale che, in base a determinate caratteristiche del clima, del suolo e della vegetazione, si suddivide in: Zonobioma umido tropicale del Pacifico-Atrato, Eliobioma Pacifico-Atrato e Orobioma di Baudó-Darién. In questi biomi sono rappresentati gli ecosistemi delle foreste allagate nelle pianure alluvionali, delle paludi, delle foreste ripariali nelle pianure alluvionali e delle foreste tropicali nelle montagne isolate.

## Fauna e flora
Sono state segnalate 105 specie di rettili, tra cui: tartarughe morrocò, icotea, tartarughe mordaci e copri il sedere; la babilla, in alcuni documenti si cita che il coccodrillo Crocodylus acutus si trova nell'area protetta; e numerosi serpenti tra cui il boa, il mapaná o x-carving. Per gli anfibi sono state registrate 20 specie, incluse in nove famiglie e 14 generi.
Sono state segnalate circa 412 specie di uccelli, tra cui il pavone, quattro specie di are, la chavarría, il buco o bobito. Tra gli uccelli rapaci: aquila arpia, nibbio plumbeo, falco pescatore, lumaca e circa 182 specie di mammiferi.
Per le paludi di Tumaradó sono segnalate 42 specie di pesci. Per il bacino di Atrato sono state indicate 134 specie. Tra le specie iscritte al Parco ci sono: Raya, bocachico, canchana o boquiancha, quicharo o moncholo, rospo fanciulla e pesce gatto o pesce gatto dipinto.
La flora è stata censita per l'area del Parco, con segnalazioni di 669 specie botaniche suddivise in 96 famiglie di dicotiledoni e 20 di monocotiledoni. Tra le sei associazioni vegetali presenti nell'area, spiccano le cativales. Nella parte pedemontana spiccano specie come la Ceiba; nelle alte colline ci sono associazioni con palme mil pesos, così come Choíba, Sande, Ceiba Tolúa, Camaján e Lecheperra. Nelle pianure alluvionali prosperano il buchón de agua, la lattuga, l'arracacho, la palma pangana, il chachafruto e il guarumo.